# Wayne Rooney
Wayne Mark Rooney (Liverpool, 24. listopada 1985.) engleski je nogometni trener i bivši nogometaš. Trenutačno je bez kluba.

## Karijera

### Everton F.C.
Rooney je sa samo deset godina došao u Everton. Nakon nekoliko sezona u mlađim kategorijama Evertona dobio je nadimak "čudo od djeteta". U listopadu 2002. godine, točnije pet dana prije nego što će napuniti 17 godina, Rooney je zabio pobjednički gol za Everton u utakmici protiv Arsenala. Tim pogotkom postao je najmlađi strijelac u Premiershipu. U svojoj prvoj sezoni za Everton odigrao je 33 utakmice i postigao šest golova.

### Manchester United
Željan igranja na višem nivou i u Ligi prvaka, Rooney je 2004. godine odlučio napustiti Everton i prijeći u Manchester United. Alex Ferguson je tada za njega izdvojio nevjerojatnih 25,6 milijuna funti. To je bila najveća odšteta u povijesti plaćena za igrača mlađeg od 20 godina, Rooney je tad imao samo 18 godina. Za Crvene Vragove debitirao je 28. rujna 2004. godine u utakmici Lige prvaka kada je Manchester deklasirao Fenerbahče 6:2, a Rooney se predstavio publici hat-trickom. Svake sezone u dresu Manchestera Rooney je sve više napredovao i postajao sve bitniji kotačić Fergusonove momčadi. U sezoni 2005./06. postigao je 16 pogodaka u 36 utakmica. Pod palicom Alexa Fergusona napadač je stalno napredovao i bio sve bolji, da bi u sezoni 2009./10. zablistao u svom punom sjaju. Rooney je igrao fenomenalno i skoro nije bilo utakmice u kojoj se nije upisao u strijelce. Već je do ožujka 2010. Rooney u 27 odigranih utakmica, u dresu Manchester Uniteda postigao je čak 23 pogotka. Primjerice, najbolji strijelac Premiershipa u sezone 2008./09. bio je Nicolas Anelka, koji je postigao u cijeloj sezoni 19 golova. U utakmici protiv Arsenala, koja je igrana u siječnju 2010. i koju je Manchester dobio 3:1, Rooney je postigao svoj 100. prvenstveni pogodak. U siječnju 2017. je Rooney s pogotkom u mreži Stoke Cityja postao je najbolji strijelac u povijesti Crvenih vragova, iza sebe ostavio je Sir Bobbyja Charltona.

### Povratak u Everton F.C.
Everton je na službenim stranicama 9. srpnja 2017. objavio da se Wayne Rooney vraća na Goodison Park. Rooney je iz Manchestera pušten kao slobodan igrač. U prva dva kola Premier lige je Rooney postigao dva pogotka.

### Profil igrača
Rooney ne spada u kategoriju običnih napadača, on je napadač kojeg ima svugdje na terenu. Zastrašujuće na terenu djeluje njegova snaga u svakom duelu s protivničkim igračima. Mnogo puta je pokazao kako se bori za svoj klub. Kad bi izgubio loptu u napadu, sprintao bi u obranu da zaustavi protunapad. Kao mladić, Rooney je bio vrlo temperamentan, lako je dolazio u sukobe, kako s protivničkim igračima, tako i sa sucima, zbog čega je dobivao dosta nepotrebnih žutih kartona. Međutim, s vremenom je izbacio te "mušice" iz glave, odrastao i razvio se te sada djeluje puno mirnije na terenu.

## Reprezentacija
Kako je napredovao u Manchester Unitedu, paralelno je napredovao i u nacionalnom dresu. Za svoju reprezentaciju Rooney je debitirao 12. veljače 2003. godine, u utakmici između Engleske i Australije. Debitirao je sa samo 17 godina i tako postao najmlađi debitant u povijesti engleske reprezentacije. Kasnije je tu čast preuzeo Theo Walcott. Postigavši dva gola Švicarskoj na Europskom prvenstvu 2004. godine, postao je i najmlađi strijelac u povijesti Europskih prvenstava. Rooney je do sada za reprezentaciju odigrao preko 110 utakmica i preko 50 puta punio je protivničku mrežu. Engleski nogometni izbornik objavio je u svibnju 2016. popis za nastup na Europskom prvenstvu u Francuskoj, na kojem je se nalazio Rooney. U osmini finala protiv Islanda je sudac dodijelio jedanaesterac Engleskoj u prvih 5 minuta nakon prekršaja Hannesa Halldórssona na Raheema Sterlinga. Rooney je zabio taj jedanaesterac, koji mu je ujedno bio jedini pogodak na europskom natjecanju u Francuskoj. S porazom protiv Islanda, Engleska se nije uspjela plasirati u četvrtfinale Europskog prvenstva. Rooney je potvrdio u kolovozu 2016. godine kako će se povući iz reprezentacije nakon Svjetskog prvenstva 2018. godine. Godinu dana kasnije je ipak objavio kako više neće igrati za engelesku reprezentaciju. "Nakon dugo razmišljanja objavio sam izborniku Southgateu kako sam odlučio završiti svoju reprezentativnu karijeru. Ovo je jako teška odluka koju sam donio nakon razgovora s obitelji i menadžerom u svom klubu", izjavio je najbolji strijelac engleske reprezentacije.

## Vanjske poveznice
- Službena stranica
- Profil na football-lineups.com